# Aeroporto di Exeter
L'Aeroporto di Exeter (IATA: EXT, ICAO: EGTE), citato anche come Aeroporto internazionale di Exeter, è un aeroporto britannico situato nell'abitato di Clyst Honiton, ad est del centro della città di Exeter, nel distretto non metropolitano dell'East Devon, Inghilterra.
La struttura, posta all'altitudine di 31 m/102 ft sopra il livello del mare, è composta da un terminal, una torre di controllo e due piste con fondo in asfalto di cui una chiusa al traffico, l'unica in uso con orientamento 08/26 e dimensioni RWY 2 083 m di lunghezza per 46 m di larghezza (6 834 x 151 ft), dotata di sistemi di assistenza all'atterraggio, ovvero di impianto di illuminazione ad alta intensità (HIRL) e di indicatore di angolo di approccio PAPI. Quella chiusa ha orientamento 13/31 e dimensioni 1 339 x 46 m (4 393 x 151 ft).
L'aeroporto, gestito dalla Exeter and Devon Airport Limited, effettua attività sia secondo le regole del volo a vista (VFR) che del volo strumentale (IFR) ed è aperto al traffico commerciale. Già base aerea della Royal Air Force ed identificata come RAF Exeter ebbe un importante ruolo durante lo svolgimento della Seconda guerra mondiale rimanendo operativa fino agli anni ottanta.